# Imelda Staunton
Imelda Mary Philomena Bernadette Staunton, CBE (n. 9 ianuarie 1956, Greater London, Anglia, Regatul Unit) este o actriță britanică de teatru și film, câștigătoare a premiului BAFTA pentru rolul Vera Drake.
A jucat în filmul "Harry Potter și Ordinul Phoenix" având- o ca personaj pe Dolores Umbridge.